# Лилиенталь, Петер
Петер Лилиенталь (нем. Peter Lilienthal; 27 ноября 1929, Берлин — 28 апреля 2023, Мюнхен) — немецкий кинорежиссёр и сценарист, один из представителей нового немецкого кино 1960—1970-х годов.

## Биография и творчество
Из семьи театральных художников, в связи с еврейским происхождением матери вынужденных в 1939 году эмигрировать в Уругвай. Окончил гимназию, а затем университет в Монтевидео, где занимался в студенческом киноклубе, начал снимать короткометражные фильмы.
В 1961 году поступил в Берлинский художественный университет, в 1959 году снял первый собственный фильм (документальный). Работал на радио. Снялся в фильме Вима Вендерса Американский друг (1977). Работал в документальном и игровом кино, на телевидении, первая игровая лента — исторический телевизионный фильм об итальянском анархисте начала XX в. Эррико Малатесте (1969). Многие фильмы Лилиенталя сняты за пределами Германии, не в Германии развивается и их действие. Нередко он обращался к произведениям латиноамериканских писателей.
Преподавал в Кёльнской художественной школе аудиовизуальных коммуникаций, в Немецкой академии кино и телевидения (Берлин).
Скончался 28 апреля 2023 года на 94-м году жизни.

## Признание
Золотой медведь и ещё две премии Берлинского МКФ (1979) за фильм о Холокосте Давид (см.: en:David (film)), а также другие награды.

## Избранная фильмография
- 1959 — Im Handumdrehen verdient
- 1962 — Stück für Stück
- 1964 — Marl — Das Porträt einer Stadt
- 1966 — Abschied
- 1966 — Der Beginn
- 1967 — Verbrechen mit Vorbedacht
- 1968 — Tramp
- 1969 — Horror
- 1969 — Malatesta
- 1970 — Ich, Montag — Ich, Dienstag — Ich, Mittwoch — Ich, Donnerstag. Portrait Gombrowicz
- 1971 — Die Sonne angreifen
- 1971 — Start Nr. 9
- 1971 — Noon in Tunesia
- 1971 — Jakob von Gunten (по Р.Вальзеру)
- 1972 — Shirley Chisholm for President
- 1973 — La Victoria
- 1975 — Hauptlehrer Hofer
- 1975 — Es herrscht Ruhe im Land (по роману А.Скарметы, Немецкая кинопремия)
- 1977 — Kadir
- 1979 — David (сценарий Юрека Беккера)
- 1980 — Der Aufstand (по роману А.Скарметы)
- 1982 — Dear Mr. Wonderful (Немецкая кинопремия)
- 1984 — Das Autogramm (по роману О.Сориано)
- 1986 — Das Schweigen des Dichters (Немецкая кинопремия)
- 1988 — Der Radfahrer von San Cristóbal (по драме А.Скарметы)
- 1995 — Angesichts der Wälder
- 2001 — Denk ich an Deutschland: Ein Fremder
- 2006 — Camilo — The long road to disobedience